# Munir El Kajoui
Munir Mohand Mohamedi El Kajoui (arabisch منير مهند محمدي, DMG Munīr Muhannad Muḥammadī; * 10. Mai 1989 in Melilla, Spanien), auch bekannt als Munir Mohand, Munir Mohamedi oder meist einfach nur Munir, ist ein marokkanisch-spanischer Fußballtorhüter, der derzeit in der Saudi Pro League für al-Wahda spielt.

## Karriere
El Kajoui begann seine Karriere beim Drittligisten AD Ceuta. 2009 wechselte er zur UD Melilla. 2014 wechselte er zum Zweitligisten CD Numancia. Sein Zweitligadebüt gab er am 9. Spieltag 2014/15 gegen die UD Las Palmas. Nach vier Saisons wechselte Munir zum FC Málaga. Nach zwei Jahren in Málaga und 74 absolvierten Spielen, ging Munir in die Türkei und wechselte zum dortigen Erstligisten Hatayspor. Sein Zweijahresvertrag wurde nach der Saison 2021/22 und insgesamt 71 Partien nicht verlängert. Anschließend wechselte er zum saudi-arabischen Erstligisten al-Wahda.

## Nationalmannschaft
El Kajoui entschied sich für Marokko zu spielen. Sein Länderspieldebüt gab er im März 2015 im Testspiel gegen Uruguay. Er stand im Kader Marokkos für die Fußball-Weltmeisterschaft 2018. Nach einem 2:2-Unentschieden gegen Spanien und zwei 0:1-Niederlagen gegen Portugal und den Iran schied Marokko als letzter der Gruppe B aus dem Turnier aus. El Kajoui wurde in allen drei Partien eingesetzt. Insgesamt bestritt er für Marokko 43 Spiele bis Sommer 2022. Für die Fußball-Weltmeisterschaft 2022 in Katar wurde er als Nummer zwei erneut für den Kader gesetzt.